# ماريانو دلفينو
ماريانو دلفينو (بالإنجليزية: Mariano Delfino)‏ مواليد 30 سبتمبر 1977 في بوينس آيرس، الأرجنتين، هو لاعب كرة مضرب أرجنتيني سابق كان يلعب باليد اليمنى بدأ مسيرته كمحترف عام 1997.